# Jægerspris
Jægerspris ist eine Stadt auf der Halbinsel Hornsherred der Insel Seeland im Norden der dänischen Region Hovedstaden.
Sie entstand etwa 1870 um das Schloss Jægerspris, das als Residenz des dänischen Königs Frederik VII. fungierte. Die Stadt, die sich am Westufer des Roskilde-Fjords in unmittelbarer Nähe zu mehreren Stränden der dänischen Ostseeküste befindet, hat 4083 Einwohner (Stand 1. Januar 2023) und war bis 2007 Verwaltungssitz der Jægerspris Kommune. Seit einer Verwaltungsreform gehört sie zur Frederikssund Kommune, von deren Verwaltungssitz Frederikssund sie etwa sechs Kilometer entfernt liegt.
In Jægerspris befindet sich ein Stützpunkt (Jægersprislejren, JPL) der Dänischen Armee mit einem Truppenübungsplatz (Jægerspris Skyde- og Øvelsesterræn). Nördlich der Stadt liegt außerdem das Naturschutzgebiet Jægerspris Nordskov, eines der unberührtesten Waldgebiete Dänemarks, in dem sich mit einer als Kongeegen bezeichneten Stieleiche der älteste Baum des Landes und wahrscheinlich die älteste Eiche Europas befindet.
Partnergemeinden von Jægerspris sind die Landgemeinde Keila in Estland, Kowary in Polen, Loppi in Finnland, Lunner in Norwegen und Vetlanda in Schweden.

## Persönlichkeiten
- Johan Kjeldahl (* 1849 in Jægerspris; † 1900 in Tisvilde), Chemiker
- Johannes Schmidt (* 1877 in Jægerspris; † 1933), Biologe
- Jørgen Læssøe (* 1924 in Jægerspris; † 1993), Altorientalist